# Секты (посёлок)
Секты — посёлок в Чулымском районе Новосибирской области. Входит в состав Кабинетного сельсовета.

## География
Площадь посёлка — 34 гектаров.

## Население
| 2002 | 2007 | 2010 |
| ---- | ---- | ---- |
| 133  | ↘107 | ↘65  |

## Инфраструктура
В посёлке по данным на 2007 год функционирует 1 учреждение здравоохранения.